# Pediocactus
Pediocactus és un gènere de cactus. El gènere comprèn entre 6 i 11 espècies, depenent de l'autoritat que els classifiqui. Són naturals d'Amèrica del Nord, Estats Units.

## Taxonomia
- Pediocactus bradyi
- Pediocactus despainii
- Pediocactus hermannii
- Pediocactus knowltonii
- Pediocactus nigrispinus
- Pediocactus paradinei
- Pediocactus peeblesianus
- Pediocactus sileri
- Pediocactus simpsonii
- Pediocactus winkleri